# Борки (Молодечненський район)
Борки (біл. вёска Баркі) — село в складі Молодечненського району Мінської області, Білорусь. Село підпорядковане Полочанській сільській раді, розташоване в західній частині області.